# Velleia perfoliata
Velleia perfoliata är en tvåhjärtbladig växtart som beskrevs av Robert Brown. Velleia perfoliata ingår i släktet Velleia och familjen Goodeniaceae. Inga underarter finns listade i Catalogue of Life.